# Rutwica (wieś w województwie zachodniopomorskim)
Rutwica (niem. hist Hermansdorf) – wieś w Polsce położona w województwie zachodniopomorskim, w powiecie wałeckim, w gminie Wałcz. Wieś jest położona nad jeziorem o takiej samej nazwie Rutwica.

## Historia
Miejscowość pierwotnie związana była z Pomorzem Zachodnim oraz Wielkopolską. Ma metrykę średniowieczną i istnieje co najmniej od połowy XV wieku. Wymieniona w 1435 pod nazwą Hermansdorf, 1490 Harmesterp, 1515 Harmenstorp, 1565 Hermensthorp, 1563 Harmsdorf, 1577 Armenstorp, 1944 Harmelsdorf.
W 1435 wieś odnotowana została jako część Nowej Marchii. W 1462 leżała w powiecie poznańskim, a połowy XVI wieku należała do powiatu wałeckiego Korony Królestwa Polskiego. W 1515 była siedzibą własnej parafii.
Miejscowość leżała blisko granicy Pomorza, a później Nowej Marchii oraz Wielkopolski należącej do Korony Królestwa Polskiego i z powodu swojej lokalizacji padała ofiarą ataków oraz zniszczeń. W 1435 w czasie pokoju kiedy miejscowość była częścią Nowej Marchii odnotowano incydenty pograniczne, w których Polacy uczynili szkody w wielu miejscowościach po drugiej stronie granicy w tym m.in. we wsi Hermansdorf. W 1462 Jurga Colm (lub Colin) został odnotowany jako właściciel wsi Nakielno oraz Hermansdorf. W 1470 został on pozwany przez Piotra sołtysa z Głubczyna w powiecie nakielskim z powodu poczynionych przez niego szkód. W 1532 właściciel wsi Maciej Tuczyński de Wedel odstąpił swoim synom Krzysztofowi oraz Stanisławowi miasto Tuczno wraz z należącymi do niego wsiami, w tym m.in. z Rutwicą. W 1565 Stanisław Tuczyński sprzedał Sebastianowi Wedelskiemu wieś osiadłą Hermansdorf, 10 kmieci w Brunkowie oraz całą dziedzinę opuszczoną zwaną Drecki Ostrów albo Drzewoszewo. W 1577 Elżbieta Wedelska żona Sebastiana pozwała Stanisława Tuczyńskiego o podburzanie jej poddanych do nieposłuszeństwa. Tuczyński zeznał przed sądem, że poddani ze wsi Hermansdorf skarżyli się przed nim na nadmierne ciężary nałożone na nich przez Elżbietę Wedelską.
Miejscowość odnotowano w historycznych rejestrach podatkowych. W 1563 miał miejsce pobór z 31 łanów. W 1567 Sebastian Wedelski zapłacił pobór ze wsi od 27 łanów, karczmy dorocznej, od sołtysa, 3 zagrodników, kowala oraz pasterza. W 1577 Elżbieta Wedelska żona Sebastiana zapłaciła pobór ze swojej części wsi 21 łanów osiadłych, 3 zagrodników, karczmy dorocznej. W 1579 zapłaciła kolejny pobór od 8 półanków śladów osiadłych (w tym także od ról sołtysich), a także od 3 zagrodników, kowala, karczmarza oraz pasterzy.
W latach 1975–1998 miejscowość administracyjnie należała do województwa pilskiego.
Na terenie wsi znajduje się przystanek kolejowy linii 403, biegnącej od posterunku odgałęźnego Piła Północ do stacji Ulikowo.